# Christoph Zenses
Christoph Zenses (* 28. Dezember 1959) ist ein deutscher Arzt.

## Leben
Christoph Zenses wurde 1986 nach einem Studium an der Universität Düsseldorf zum Dr. med. promoviert und war dann im Klinikum Solingen als Assistenzarzt tätig. Seit 1993 ist er Internist und nach Weiterbildung für die Angiologie im Kamillianer Krankenhaus Mönchengladbach niedergelassener Internist und Angiologe in Solingen-Ohligs.

## Soziales Engagement
Schon als Assistenzarzt war Zenses mit einem Hilfskonvoi in Rumänien; später war er ab 2002 mit dem Verein Pro-Ost in der Tschernobylregion tätig. Dort initiierte er den Aufbau einer Schilddrüsenuntersuchungseinheit, die auch heute noch täglich arbeitet und früh sich entwickelnden Schilddrüsenkrebs darstellen und somit auch behandeln kann.
Er gründete 2007 die Medizinische Hilfe Solingen mit den Projekten MediMobil Solingen, 2010 die Medikamententafel Solingen und 2014 die Praxis ohne Grenzen Solingen.
Zenses ist 2. Vorsitzender der Tafel Solingen. Unter seiner Federführung unter dem Dach der Tafel versorgt er mit seinen niedergelassenen Kollegen vom Ärztenetzwerk solimed darüber hinaus in den genannten Projekten Menschen, die keine Krankenversicherung haben.
Ebenso engagierte sich Zenses für das Friedensdorf Oberhausen, wo er verletzte Kinder aus Kriegs- und Krisengebieten behandelte. Jüngste ehrenamtliche Projekte des Mediziners waren Einsätze im Jahr 2017 auf dem Flüchtlingsschiff Sea Watch 2 und im Jahr 2018 im Camp Moria auf der griechischen Insel Lesbos.
Zenses gründete 2018 mit Weggefährten den Verein Solingen hilft, dessen Arbeit den Menschen in Solingen ebenso zugutekommen soll wie Not leidenden Flüchtlingen an den europäischen Außengrenzen.
Der Einsatz im Camp Moria Hospital wurde im März 2019 und Oktober 2019 auf Lesbos fortgesetzt. Medizinische Hilfsgüter wie Ultraschallgerät, EKG und viele Medikamente werden durch den genannten Verein transportiert.
Neue Bedingungen in Griechenland: Es folgen 2020 also mehrere Einsätze mit Einkauf vieler Medikamente vor Ort mit Spendengeldern, da der griechische Staat sich aus der medizinischen Versorgung völlig zurückzieht.
Weitere Einsätze und Versorgung der Menschen im neuen Flüchtlingscamp auf Lesbos 2021 und 2022, Aufbau einer Ambulanz für Geflüchtete in Athen mit Kitrinos Hellas. Parallel 2022 Start mit regelmäßigen medizinischen Transporten in die Ukraine. Alle zwei Wochen startet ein Transport mit medizinischem Gerät und Medikamenten.
Bis in 2025 31 Transporte mit überwiegend Medikamenten und med. Gerät, aber auch taktischer Medizin wie Thoraxpflaster, Carotisklemmen und Touniquets in großen Mengen. 
2023 Übergang der Ambulanz Athen in eine gemeinsame Klinik mit MVI Hamburg, parallel Hilfe auf Kos, Ambulanz, ebenso Fortsetzung Lesbos, Medizin, Ernährung, Krätzeprogramm.

## Auszeichnungen
- Solinger Bürgerpreis (Mai 2018)[15]
- Silberner Schuh (Mai 2018)[16]
- Bundesverdienstkreuz am Bande (November 2018)[17]